# 周範蓮
周範蓮（1700年—1764年），字效白，江蘇省蘇州府長洲縣（今蘇州市）人。清朝政治人物、詩人。

## 經歷
雍正七年（1729年）己酉順天舉人，雍正八年（1730年）庚戌科第二甲第六名進士出身。選翰林院庶吉士，雍正十一年（1733年）四月二十日散館授編修，雍正十三年（1735年）己酉閏四月二十二日，以翰林院編修充貴州鄉試主考官。乾隆帝即位後充實錄館纂修官，乾隆元年（1736年）五月，出授浙江嚴州府知府。嚴州府境內多山、土壤貧瘠，山谷周圍的田地難以耕種，卻徵收相同田賦，建德縣特別嚴重。周範蓮履勘證實後，力請豁免田賦。桐廬縣水災，周範蓮親自施賑撫卹，賦稅較重者，請准減免三分之二稅額。淳安縣之前遇新安江大水沖壞堤防，周範蓮主持修築新堤。乾隆五年（1740年），改紹興府知府。嚴州士紳居民為周範蓮立「去思碑」、「思范亭」，上任後修築江塘、海塘，清理上虞縣夏蓋湖的官府所有田地，疏濬餘姚縣汝仇湖，修葺育嬰堂、普濟堂，紹興府大水，在上虞縣水淹至縣城城牆，道員前往勘災，撫綏不得法，饑民譁變擾亂；周範蓮即日發賑，懲治為首倡亂者一人，群眾於是平服下來。又考量受雇的傭作不在賑濟名單內，主持修築湖田堤埂，開鑿榆柳塘、利濟塘，以工代賑，使百姓存活甚多，周範蓮與其特聘的孫灝、陳兆崙、方楘如、徐廷槐諸位名儒主講蕺山書院，振興文風，署理寧紹台道，隨即以失察蒙蔽的過失議處降級。周範蓮以乞養年老母親離職歸鄉，後丁母憂，乾隆二十三年（1758年）服闕後授廣西南寧府同知，署理鎮安府。乾隆二十九年（1764年）引疾歸，未離開即卒於任上。
有子周光鏞，乾隆四十四年舉人，官安徽休寧縣教諭。

## 著作
- 《學古齋詩》
- 纂修《清世宗憲皇帝實錄》